# ویلیام اچ. مک‌مستر
ویلیام اچ. مک‌مستر (به انگلیسی: William H. McMaster) سناتور سابق عضو حزب جمهوری‌خواه ایالات متحده آمریکا بود. وی در سال ۱۹۲۵ تا ۱۹۳۱ میلادی سناتور ایالت داکوتای جنوبی در سنای ایالات متحده آمریکا بود.